# 東尋坊三国温泉
東尋坊三国温泉（とうじんぼうみくにおんせん）は、福井県坂井市三国町（旧国・越前国）にある温泉と、東尋坊温泉を含む温泉郷の総称。
三国町内の三つの源泉を利用しており、2022年（令和4年）10月25日に「三国温泉」から「東尋坊三国温泉」に名称を改めた。

## 泉質
源泉は「東尋坊温泉」のほかは、それぞれ「東尋坊三国温泉」1号泉～4号泉と称している。
- 東尋坊温泉（緑ヶ丘地区）
  - 単純温泉（低張性アルカリ性低温泉）
    - 源泉温度約29度。
- 東尋坊三国温泉1号泉（宿地区）
  - ナトリウム・カルシウム-塩化物・硫黄塩温泉（低張性・弱アルカリ性・高温泉）
    - 源泉温度約66度。
- 東尋坊三国温泉4号泉（安島地区）
  - ナトリウム・カルシウム-塩化物泉（等張性・中性・高温泉）
    - 源泉温度約56度

## 温泉街

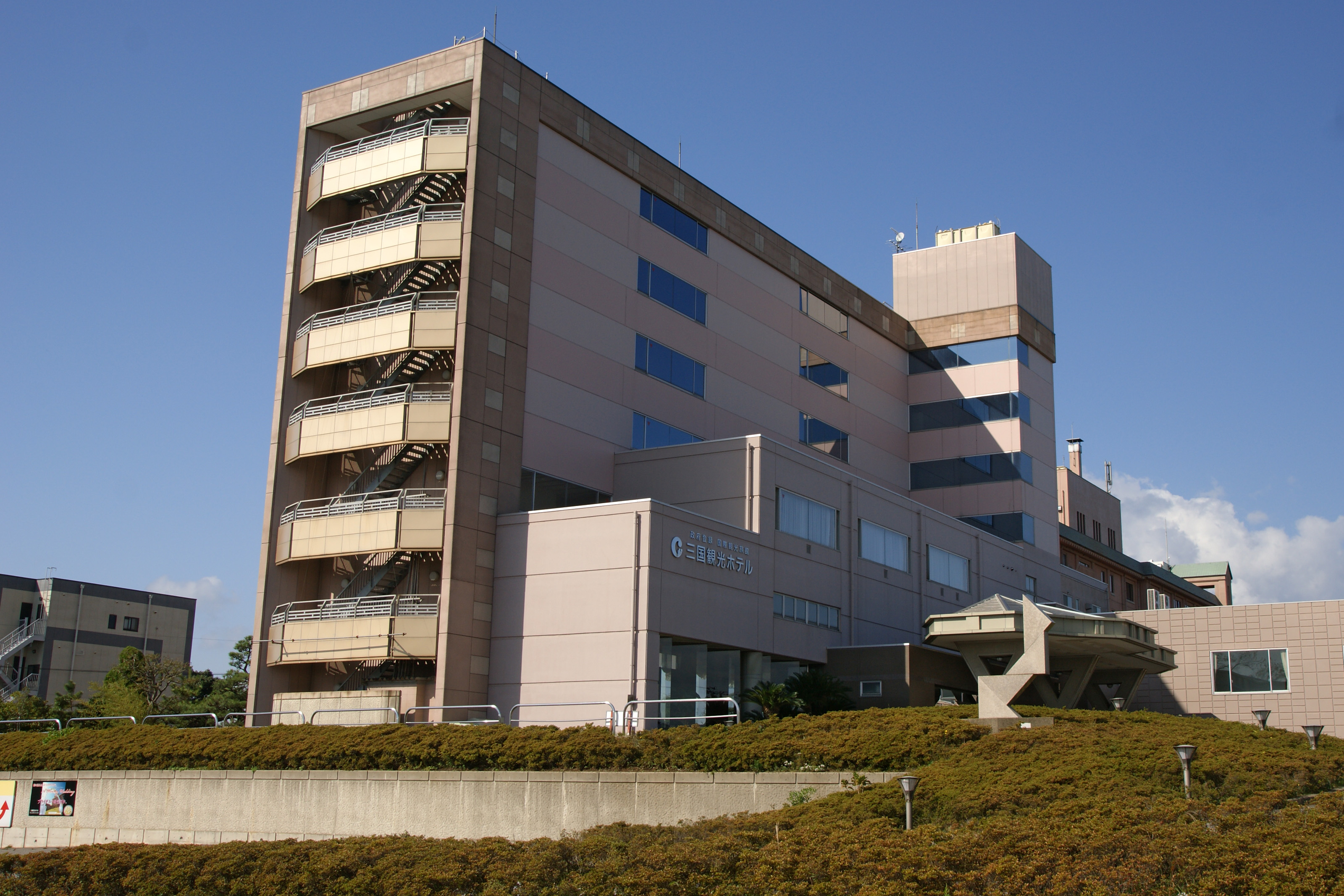
三国オーシャンリゾート&ホテル

- 3ヶ所の主な源泉を中心にそれぞれ温泉街を形成している。

### 主な温泉施設
- 東尋坊温泉・三国オーシャンリゾート&ホテル
- 東尋坊三国温泉1号泉、3号泉（混合）・ゆあぽーと
- 東尋坊三国温泉4号泉・休暇村越前三国

## アクセス
- 鉄道
  - 北陸新幹線・ハピラインふくい線:芦原温泉駅からバスまたはタクシーで約20分。
  - えちぜん鉄道三国芦原線三国港駅下車。（福井駅から約45分。東尋坊温泉へは、三国駅下車。）
- 自動車
  - 北陸自動車道:丸岡ICから約25分、金津ICから約20分。
- 無料送迎バス
  - 「東尋坊三国温泉号」：芦原温泉駅→東尋坊→三国オーシャンリゾート&ホテル→芦原温泉駅